# Шандоровец
Шандоровец је насељено место у саставу града Чаковца у Међимурској жупанији, Хрватска. До територијалне реорганизације у Хрватској налазио се у саставу старе општине Чаковец.

## Становништво
На попису становништва 2011. године, Шандоровец је имао 335 становника.

## Попис1991.
На попису становништва 1991. године, насељено место Шандоровец је имало 290 становника, следећег националног састава:
| Попис 1991.‍ | Попис 1991.‍ | Попис 1991.‍ | Попис 1991.‍ | Попис 1991.‍ |
| ----------- | ----------- | ----------- | ----------- | ----------- |
|             |             |             |             |             |
| Хрвати      | Хрвати      |             | 289         | 99,65%      |
| Мађари      | Мађари      |             | 1           | 0,34%       |
| укупно: 290 |             |             |             |             |